# Deborah Curtis
Deborah Wooduff Curtis (Liverpool, 13 de dezembro de 1956) é uma escritora britânica e ex-esposa do vocalista Ian Curtis que atuava na banda Joy Division.

## Biografia
Ele foi seu primeiro namorado, e ambos casaram-se no civil e no religioso em 1975. Deborah tem uma única filha, fruto dessa união, chamada Natalie, que nasceu em 16 de abril de 1979. O casal divorciou-se em março de 1980, quando descobriu que o marido a traía há mais de um ano com a jornalista belga Annik Honoré (12 de outubro de 1957 - 3 de julho de 2014).
Em 1995 ela publicou uma biografia, intitulada Touching from a Distance, onde fala sobre a vida privada que viveu com Ian Curtis. Desde 1994 ela trabalhou no filme Control, do diretor Anton Corbijn, sobre a vida de Ian. O filme foi lançado no Festival de Cannes em 2007.